# Austrolimnophila (Austrolimnophila) subpacifera
Austrolimnophila (Austrolimnophila) subpacifera is een tweevleugelige uit de familie steltmuggen (Limoniidae). De soort komt voor in het Neotropisch gebied.